# St. Wolfgang (Wolfsmünster)

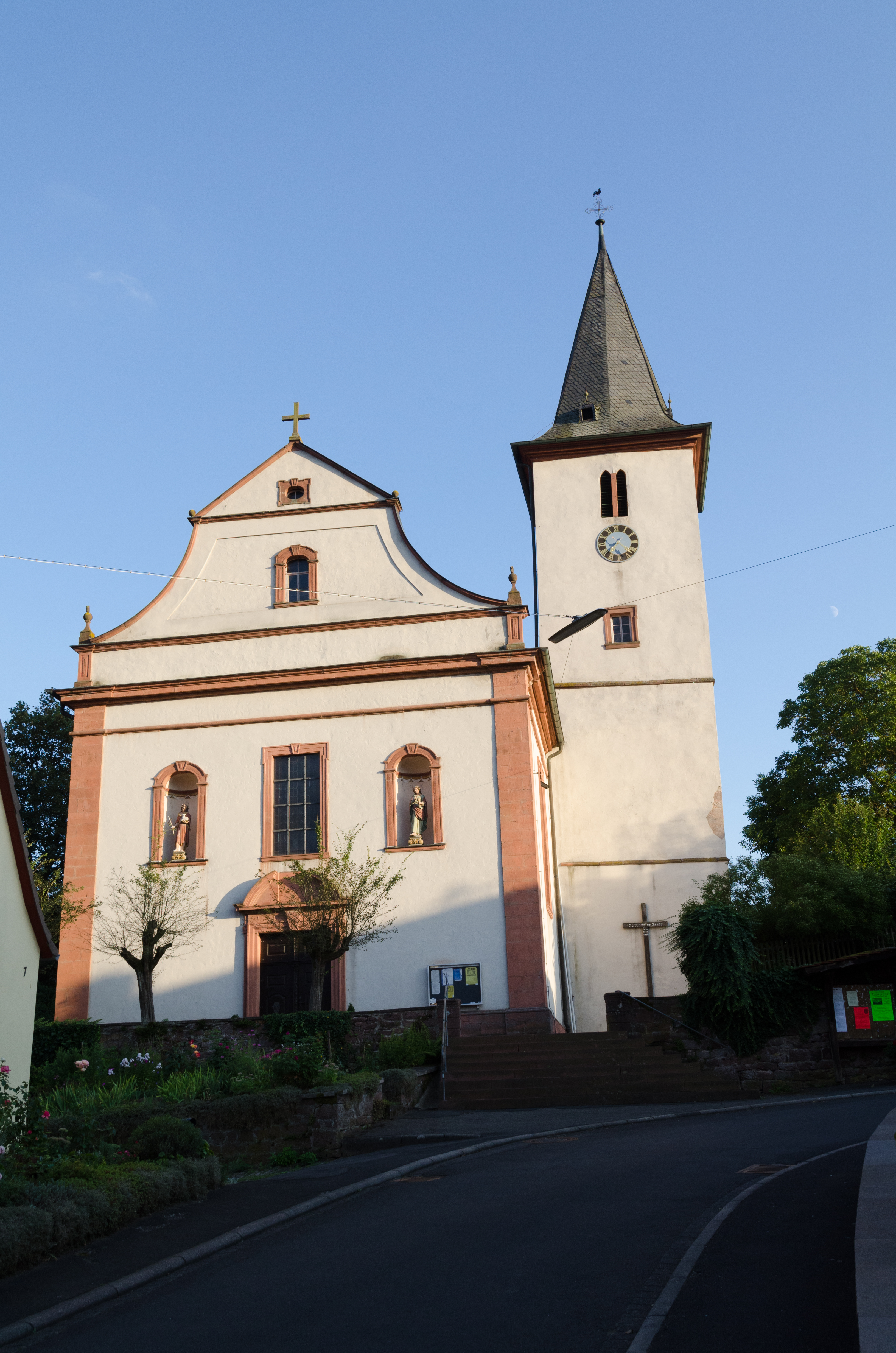
St. Wolfgang (Wolfsmünster)

Die römisch-katholische Pfarrkirche St. Wolfgang steht in Wolfsmünster, einem Gemeindeteil von Gräfendorf im unterfränkischen Landkreis Main-Spessart in Bayern. Das denkmalgeschützte Bauwerk hat einen frühgotischen Turm aus dem 13. Jahrhundert. Die Pfarrei gehört zur Pfarreiengemeinschaft Sodenberg (Wolfsmünster) im Dekanat Karlstadt des Bistums Würzburg.

## Beschreibung
Der Kirchturm, der im Kern in der 2. Hälfte des 13. Jahrhunderts gebaut wurde, steht an der Westseite des 1734/35 gebauten Langhauses. Die Saalkirche mit Satteldach hat einen eingezogenen, dreiseitig geschlossenen Chor im Süden und eine Fassade im Norden, die mit einem Schweifgiebel bedeckt ist. Das oberste Geschoss des Kirchturms beherbergt die Turmuhr und hinter den als Biforien gestalteten Klangarkaden den Glockenstuhl. Der Innenraum des Chors ist mit einem Kreuzgratgewölbe überspannt, der des Langhauses mit einer Flachdecke. Zur Kirchenausstattung gehört ein um 1760 von Johann Peter Wagner gebauter Hochaltar. 